# Государство (Оппенгеймер)
«Государство» (нем. Der Staat) — книга немецкого социолога Франца Оппенгеймера, впервые опубликованная в Германии в 1907 году. Франц Оппенгеймер написал книгу «Государство» как часть, вошедшую во второй том в 1925 году, своей фундаментальной четырёхтомной работы «Система социологии» (нем. System der Soziologie), предназначенной для интерпретации принципов организации общества в представлении теории социальной эволюции, над которой он трудился с 1890-х годов до конца своей жизни. Франц Оппенгеймер в книге «Государство» обосновывает теорию происхождения государства, под названием «Социологическая концепция государства», о происхождении, развитии и будущем преобразовании института государства.

## Описание книги и идеи
Книга «Государство», благодаря миссионерской настойчивости Оппенгеймера, приобрела популярность у читателей и горячо обсуждалась в начале 20-го века. Монография была хорошо воспринята как влиятельными людьми, так и широкой аудиторией, такой как израильские халуцимы, американские и славянские коммунитаристы, канцлер ФРГ Людвиг Эрхард, либертарианцы Генри Льюис Менкен, Фрэнк Ходоров, и анархо-капиталисты Альберт Джей Нок, Мюррей Ротбард. В своих трудах Альберт Джей Нок в дальнейшем основывался на теории Оппенгеймера гласившей, что, «приобретая свое благосостояние, человек действует только двумя методами обогащения: либо созидательным, производящим благо „экономическим методом“, как действует добровольный обмен и свободный рынок; либо разрушительным, разоряющим и разрушающим благо „политическим методом“, как действуют мародеры, грабители и как действует государство».
Убежденный антиэтатист, сторонник классических либеральных ценностей и симпатизирующий социалистическим взглядам, Франц Оппенгеймер считал капитализм «системой эксплуатации, а доходы от капитала — выгодой от такой эксплуатации», но возлагал вину за эту эксплуатацию не на подлинно свободный рынок, а на монопольное вмешательство Государства в экономику. Взгляд Оппенгеймера на сущность Государства был кардинально противоположен господствующей тогда позиции этатистов, основанной на отношении Гегеля к государству как «достойному восхищения достижению современной цивилизации». Этатисты, сторонники возвеличивания государства, считают, что государство возникло в результате «общественного договора», и склонны воспринимать общественный договор как результат согласия большинства групп людей подчинить свои частные интересы некому «общему благу». Оппенгеймер прямо называл «общественный договор» — фикцией. В предисловии к английскому изданию один из редакторов журналов «The Freeman» и «Libertarian Review» либертарианец Чарльз Гамильтон напишет:
«Государство возникает благодаря завоеванию и грабежу, и выживает в результате массивной эксплуатации; Франц Оппенгеймер развивает свои либертарианские идеи в этой значительной, но давно забытой социологической классике».
Напротив, взгляд Оппенгеймера был продолжением развития теории завоевания, в качестве причины возникновения Государства, которая разрабатывалась в конце 19-го века Людвигом Гумпловичем. Согласно теории завоевания Гумпловича, государство возникло в результате войн и завоеваний, следствием которых было создание социальных классов; господствующего класса завоевателей и подчиненного класса побежденных. Именно это привело к возникновению политической системы государства, предназначенного для консолидации и утверждения власти завоевателей, поддержания власти и обеспечении классового неравенства. Взгляды Франца Оппенгеймера на государство побудили американского эссеиста Альберта Джея Нока, писавшего об анархизме в начале XX века, заявить в своей книге «Наш Враг, Государство»:
«Взяв любое государство, где бы оно ни находилось, проникнув в его историю в любой момент времени, невозможно отличить деятельность основателей, администраторов и бенефициаров государства от подобной деятельности профессионально-криминального класса, организованной преступности».
Франц Оппенгеймер рассматривал государство как основной фактор в создании привилегий и сохранении неравенства. Франц Оппенгеймер отвергал взгляды радикальных анархистов и революционных социалистов как излишне пессимистичные. Не насильственное воздействие, а эволюционное развитие должны принести желаемые социальные изменения. Его идеалом было государство без классов или без классовых интересов, в котором бы бюрократия стала бы беспристрастным хранителем общественных интересов. В США Франц Оппенгеймер стал популяризатором и приверженцем американского социального реформатора Генри Джорджа. Хотя Оппенгеймер и Генри Джордж считали государство давним защитником привилегий, они также верили, что демократия может коренным образом изменить его. Правительственные чиновники были вынуждены так или иначе проявлять свою гуманитарную сторону, что делало политический класс все более уязвимым. Франц Оппенгеймер видел в фашизме и большевизме последние тщетные попытки воскресить древнюю тиранию. Он надеялся, что их падение станет прелюдией к поистине либеральной эпохе. Итогом тенденции социального развития государства Франц Оппенгеймер видел «свободное гражданство свободных людей»:
«Тенденция в развитии государства безошибочно приводит его к единственно возможному исходу: если рассматривать его в сущности, государство, со временем, полностью перестанет являться „развитым политическим средством“ и станет „свободным гражданством свободных людей“. „Государством“ будущего будет „Общество“, регулируемое самоуправлением».

## Государство и теория «Акратии»
Акратия — термин, введённый Оппенгеймером в работе «Теория Демократии», обозначающий отмену политического классового общества. Поскольку господство никогда не было чем-то иным, кроме как «правовой формой экономической эксплуатации», акратия основывается на «идеале общества, избавленного от любой экономической эксплуатации». Отмена политического классового общества предполагает его экономическое преодоление. Франц Оппенгеймер считал, что «место „Государства“ в будущем, должно занять свободное „Общество“, руководствующееся самоуправлением».
«Термин „Демократия“ выражает претензию на совместное правление народа (Demos), но теоретически нечёткий, так как разрастание совместного правительства на основе самоуправления логически отталкивает осуществляемое меньшинством господство (Kratie). Но что означает слово (Volks-Herrschaft) „народное правление“? „Господство никогда не было чем иным, как юридической формой экономической эксплуатации“. Теперь, когда невозможно использовать „власть над собой“ для собственной эксплуатации, (…) доказано, что, при полной реализации принципа демократии, демократия перестает быть Кратией, и — становится Акратией». По мнению Оппенгеймера, акратия — это «идеал общества, избавленного от всякой экономической эксплуатации». Отмена политического классового общества требует его экономического преодоления. Все слабые стороны демократии обусловлены лишь олигократическими пережитками додемократического периода.
Франц Оппенгеймер также посмертно печатался в анархическом журнале «Акратия», издаваемом с 1973 по 1981 годы шведским анархистом Хейнером Кёхлином.

## Издания и переводы
«Государство» впервые было опубликовано в Германии в 1907 году. Самое первое издание книги вышло ограниченным тиражом в 1907 году во Франкфурте-на-Майне как публикация в научном сборнике под редакцией Мартина Бубера: «Общество. Сборник социально-психологических монографий» (Der Staat. Erstauflage erschienen 1907 in Frankfurt a. M. als Bd. 14/15 in der von Martin Buber herausgegebenen Reihe: Die Gesellschaft. Sammlung sozialpsychologischer Monographien). Первое английское издание вышло в США в 1914 году. Второе английское издание редакции 1922 года не включало в себя изменения, внесённые Оппенгеймером во второе немецкое издание в 1919 году. В своем предисловии к английскому изданию 1922 г. Франц Оппенгеймер ссылается на авторитетные издания своей работы на английском, французском, венгерском и сербском, отметив также распространение пиратских изданий на японском, иврите, русском и идиш.
- Oppenheimer, Franz. The State; Its History and Development Viewed Sociologically (англ.). — New York: Arno Press, 1972. — ISBN 0405004338.
- Oppenheimer, Franz. The State (неопр.). — New York: Free Life Editions, 1975. — ISBN 0914156047.
- Oppenheimer, Franz. The State (неопр.). — Fox & Wilkes, 1997. — ISBN 0930073231. (paperback)
- Oppenheimer, Franz. The State (неопр.). — Fox & Wilkes, 1997. — ISBN 0930073223. (hardback)
- Oppenheimer, Franz. The State: Its History and Development Viewed Sociologically (англ.). — New Brunswick: Transaction Publishers[англ.], 1999. — ISBN 1560009659.
- Oppenheimer, Franz. The State (неопр.). — Montréal: Black Rose Books, 2007. — ISBN 1551643006.

### В России
Книга Франца Оппенгеймера «Государство: его история и развитие с точки зрения социологии» была переведена на русский язык командой проекта «Rustate.org» в 2019 году. Средства на перевод и издание книги «Государство» Франца Оппенгеймера были собраны при помощи краудфандинговой кампании на сервисе Planeta.ru. Под локализованным названием «Государство: Переосмысление» книга вышла в московском издательстве «Социум» (ISBN 978-5-244-01220-0).